# Islas Maug
Las Islas Maug son tres islas deshabitadas pertenecientes al Municipio de las Islas del Norte, en Islas Marianas del Norte. Las tres islas son los puntos más altos de la caldera de un volcán sumergido. En el lugar en que estaría el pico del volcán hay una profunda y espaciosa bahía natural. Altos acantilados bordean las islas y el paisaje de las islas del Norte y el Oeste está dominado por columnas de basalto.
La vegetación de las islas consiste principalmente de gramíneas con algunas palmas de coco.
Durante la Segunda Guerra Mundial (1939-1945), fueron abiertas en las islas, por las fuerzas japonesas, estaciones meteorológicas y de dotación.
El 6 de enero de 2009 el presidente George W. Bush designó a las Islas Maug como parte del Monumento Nacional Marino Marianas, protegiendo así las islas de la pesca comercial y otros tipos de explotaciones sobre las islas.
A 10 km al noroeste se sitúa el Arrecife de Supply.

## Información de las islas que las componen
| Isla       | Nombre en japonés | Área (km²) | Elevación (m) |
| ---------- | ----------------- | ---------- | ------------- |
| Isla norte | Kita              | 0.466      | 227           |
| Isla este  | Higashi           | 0.951      | 215           |
| Isla oeste | Nishi             | 0.711      | 178           |
| TOTAL      |                   | 2.128      | 227           |